# Qassiarsuk
Qassiarsuk è un villaggio della Groenlandia meridionale. Nell'insediamento vivono 60 persone (nel 2005) e si trova approssimativamente a 61°09′N 45°31′O, a 5 km da Narsarsuaq, nel comune di Kujalleq; si trova ad appena 3 chilometri dall'aeroporto di Narsarsuq, la porta di accesso per la Groenlandia meridionale. 
Il villaggio sorge nel luogo in cui si trovava l'antica città di Brattahlíð, in cui vissero Erik il Rosso e Leif Erikson.
L'economia è basata sull'allevamento di pecore.
Qassiarsuk è una delle cinque località groenlandesi che costituiscono il sito patrimonio mondiale dell'umanità Kujataa in Groenlandia: agricoltura nordica e inuit al bordo della calotta glaciale, iscritto dall'UNESCO nel 2017.